# Mohamad Ali Keshavarz
Mohamad Ali Keshavarz (en persan : محمد علی کشاورز), né le 15 avril 1930 à Ispahan en Iran et mort le 14 juin 2020 à Téhéran, est un acteur iranien. 

## Biographie
Diplômé de l'école d'art dramatique, Mohamad Ali Keshavarz commence sa carrière au théâtre en 1960, et au cinéma avec Nuit de bossu de Farrokh Ghaffari en 1965.
Il est un des acteurs les plus expérimentés et renommés du cinéma iranien.[réf. nécessaire] Il a également joué dans quelques sériés télévisées.

## Filmographie sélective

### Cinéma
- 1965 : Shab-e Quzi (Nuit de bossu)
- 1965 : Khesht va Ayeneh (Brique et Miroir) d'Ebrahim Golestan
- 1970 : Mr. Simpleton
- 1973 : Downpour
- 1976 : Le Désert des Tartares (Il Deserto dei Tartari) de Valerio Zurlini, produit par Bahman Farmanara
- 1976 : L'Échiquier du vent, de Mohammad Reza Aslani
- 1978 : Caravans
- 1981 : La Main du diable
- 1983 : Kamalolmolk d'Ali Hatami
- 1989 : La Mère (Film, 1989)
- 1991 : Nassereddin Shah, acteur de cinéma de Mohsen Makhmalbaf
- 1994 : Au travers des oliviers d'Abbas Kiarostami
- 1995 : Ghazal

### Télévision (séries télévisées)
- 1976 : Mon oncle Napoléon de Nasser Taghvai : le colonel
- 1978-1987 : Hezar Dastan
- 1982 : Sultan et Berger de Dariush Farhang,
- 1984 : Sarbedaran de Mohammad Ali Najafi